# Сайхан-Тала
Сайхан-Тала (кит. 赛汉塔拉镇, пін. Sàihàntălā Zhèn) — містечко у КНР, адміністративний центр хошуну Сунід – Правий стяг автономії Внутрішня Монголія.

## Географія
Сайхан-Тала розташовується у Східній Гобі.

### Клімат
Містечко знаходиться у зоні, котра характеризується кліматом помірних степів. Найтепліший місяць — липень із середньою температурою 22.2 °C (72 °F). Найхолодніший місяць — січень, із середньою температурою -15.6 °С (4 °F).
| Клімат Сайхан-Тали      | Клімат Сайхан-Тали | Клімат Сайхан-Тали | Клімат Сайхан-Тали | Клімат Сайхан-Тали | Клімат Сайхан-Тали | Клімат Сайхан-Тали | Клімат Сайхан-Тали | Клімат Сайхан-Тали | Клімат Сайхан-Тали | Клімат Сайхан-Тали | Клімат Сайхан-Тали | Клімат Сайхан-Тали | Клімат Сайхан-Тали |
| Показник                | Січ.               | Лют.               | Бер.               | Квіт.              | Трав.              | Черв.              | Лип.               | Серп.              | Вер.               | Жовт.              | Лист.              | Груд.              | Рік                |
| Абсолютний максимум, °C | 5                  | 12                 | 22                 | 30                 | 33                 | 37                 | 37                 | 36                 | 31                 | 27                 | 16                 | 8                  | 37                 |
| Середній максимум, °C   | −9                 | −3                 | 5                  | 15                 | 21                 | 27                 | 28                 | 26                 | 21                 | 13                 | 2                  | −5                 | 11                 |
| Середня температура, °C | −15                | −10                | −2                 | 7                  | 13                 | 19                 | 21                 | 19                 | 13                 | 6                  | −4                 | −2                 | 5                  |
| Середній мінімум, °C    | −21                | −17                | −9                 | −1                 | 6                  | 12                 | 15                 | 13                 | 6                  | −1                 | −10                | −17                | −2                 |
| Абсолютний мінімум, °C  | −35                | −32                | −27                | −18                | −7                 | 2                  | 8                  | 5                  | −5                 | −11                | −27                | −32                | −35                |
| Норма опадів, мм        | 0                  | 0                  | 10                 | 10                 | 10                 | 30                 | 50                 | 50                 | 20                 | 20                 | 0                  | 0                  | 250                |
| Днів з дощем            | 1                  | 2                  | 2                  | 3                  | 2                  | 4                  | 5                  | 5                  | 3                  | 3                  | 0                  | 2                  | 38                 |
| Вологість повітря, %    | 61                 | 59                 | 44                 | 32                 | 32                 | 40                 | 54                 | 54                 | 47                 | 40                 | 50                 | 58                 | 48                 |
| ----------------------- | ------------------ | ------------------ | ------------------ | ------------------ | ------------------ | ------------------ | ------------------ | ------------------ | ------------------ | ------------------ | ------------------ | ------------------ | ------------------ |
| Джерело: Weatherbase    |                    |                    |                    |                    |                    |                    |                    |                    |                    |                    |                    |                    |                    |

## Транспорт
- залізнична станція Сайхан-Тала.